# Willamette River

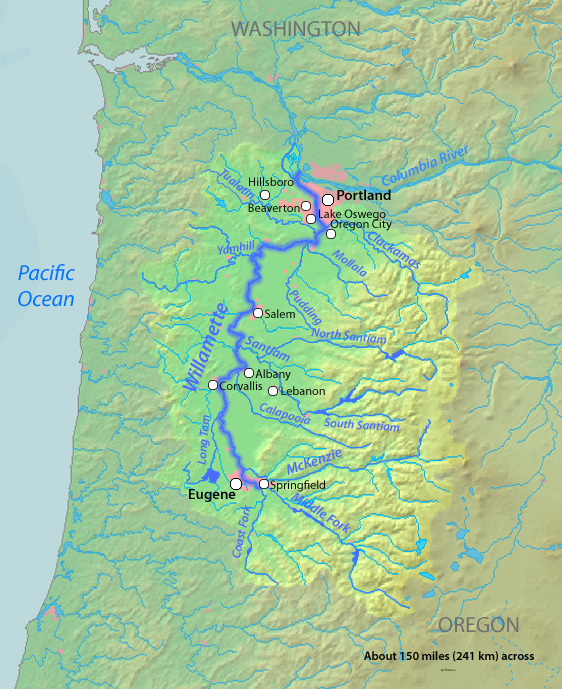
Flodens utsträckning

Willamette River är en flod och biflod till Columbia River i delstaten Oregon, USA. 
Namnet "Willamette" kommer från de lokala Clackamasindianernas språk. Floden sträcker sig 301 km (30,1 mil) och dalen som bildats, Willamettedalen, hyser två tredjedelar av Oregons befolkning och är ett av USA:s bördigaste områden. Människor har levt längs Willamette River i åtminstone 10,000 år. Några av de fiskar som finns är lax, stör och regnbågsöring. Vanliga däggdjur är amerikansk bäver och nordamerikansk flodutter.
Kindpåsråttan Thomomys bulbivorus lever endemisk i dalgången.